# David Moyes
David William Moyes Jr. (Bearsden, 25 april 1963) is een Schots voetbaltrainer en voormalig voetballer. Hij werd in december 2019 aangesteld als hoofdtrainer bij West Ham United, waarvoor hij van november 2017 tot in mei 2018 ook al actief was, en bleef daar trainer tot het eind van zijn contract in 2024.

## Spelerscarrière
David Moyes werd in Bearsden, Glasgow, geboren als de zoon van Joan en David Moyes, Sr. Zijn vader was werkzaam als technisch tekenaar in de scheepsbouw.  Zijn beide ouders trainden ook een jeugdelftal van de plaatselijke voetbalclub Drumchapel Amateurs. Zelf sloot hij zich op jonge leeftijd aan bij Celtic Boys Club, een jeugdclub die verbonden is aan Celtic. Op 16-jarige leeftijd speelde hij ook even voor het IJslandse ÍB Vestmannaeyja, maar al gauw keerde hij terug naar Schotland waar hij zijn debuut maakte bij Celtic.
Moyes, een centrale verdediger, speelde drie seizoenen voor de Schotse topclub. In die periode won Celtic twee landstitels en de League Cup. Veel speelkansen kreeg Moyes echter niet. In 1983 stapte hij over naar het Engelse Cambridge United, met wie hij meteen naar de Third Division degradeerde. Nadien verdedigde hij twee seizoenen de kleuren van streekgenoot Bristol City. In 1986 veroverde hij met Bristol de Football League Trophy.
Een jaar later keerde de roodharige verdediger terug naar de Second Division. Hij tekende bij Shrewsbury Town, maar ook die club zakte af naar de Third Division. Na zeven jaar in Engeland keerde Moyes terug naar zijn vaderland. Daar sloot hij zich in de hoogste afdeling aan bij Dunfermline Athletic. Na twee jaar degradeerde Dunfermline naar de Schotse First Division en speelde Moyes nog even voor streekgenoot Hamilton Academical. Zijn spelerscarrière sloot hij af bij Preston North End, waar hij vanaf 1998 speler-trainer werd. In 1996 promoveerde Preston North End naar de Second Division.

## Trainerscarrière

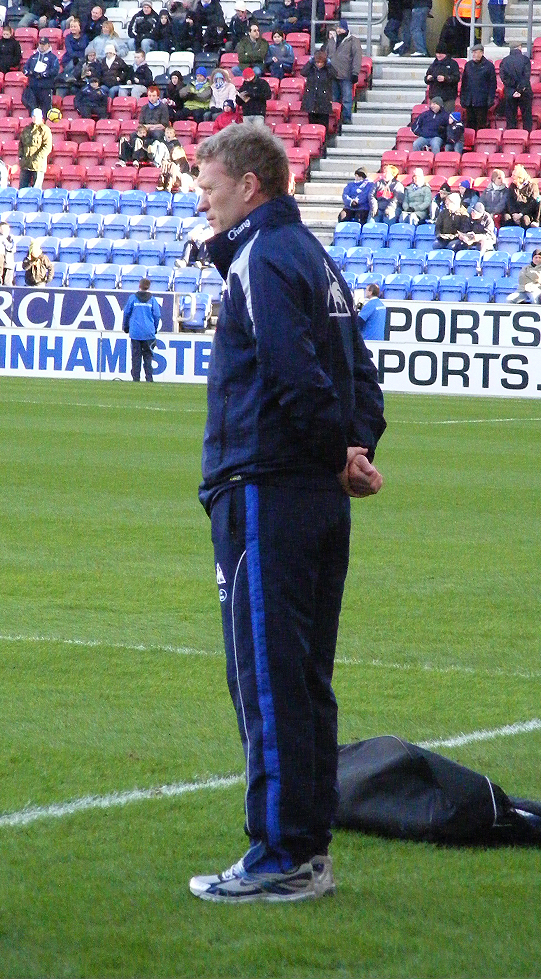
David Moyes als coach van Everton (2010).

### Preston North End
Als trainer van Preston North End loodste Moyes de club in 2000 naar de First Division. Een seizoen later maakte de club meteen kans op een nieuwe promotie. Preston North End verloor pas in de finale van de play-offs en kon zo net niet stunten. Een maand later verlengde de Schotse coach zijn contract.

### Everton
In maart 2002 tekende Moyes bij Everton. Bij de club uit Liverpool volgde hij zijn landgenoot Walter Smith op. Aanvankelijk kreeg hij de opdracht om Everton in de Premier League te houden. Nadien moest hij het team uitbouwen tot een waardige subtopper. Hoewel hij bij de club uit Liverpool niet over grote budgetten beschikte, haalde hij in de loop der jaren spelers als Joseph Yobo, Tim Cahill, Nuno Valente, Andy van der Meyde, Simon Davies, Phil Neville, Mikel Arteta, Tim Howard, Steven Pienaar, Marouane Fellaini en Kevin Mirallas naar Everton.
Maar Moyes zag ook grote namen vertrekken. Al in zijn eerste jaar nam hij afscheid van Jesper Blomqvist en David Ginola. De opvallendste vertrekker was Wayne Rooney, die Everton in 2004 inruilde voor Manchester United. De Engelse spits verklaarde later in zijn biografie dat Moyes hem had buitengewerkt. De Schotse coach diende een klacht in wegens laster. Rooney en Moyes legden het conflict uiteindelijk zonder de tussenkomst van een rechter bij. Rooney betaalde een schadevergoeding, die door Moyes in de Everton Former Players' Foundation geïnvesteerd werd.
Na het vertrek van Rooney werkte Everton in de Premier League een uitstekend seizoen af. Everton werd vierde, net voor stadsgenoot Liverpool, en plaatste zich zo voor de derde voorronde van de Champions League. In die voorronde werd Everton echter uitgeschakeld door het Spaanse Villarreal.
In 2009 bereikte Everton de finale van de FA Cup. Het team van Moyes kwam op 30 mei 2009 al in de openingsminuut op voorsprong via Louis Saha, maar verloor uiteindelijk nog met 2-1 van Chelsea door goals van Didier Drogba en Frank Lampard.

### Manchester United
Op 8 mei 2013 kondigde Alex Ferguson, die al sinds 1986 coach was van Manchester United, zijn afscheid aan. Een dag later werd bekend dat Moyes hem zou opvolgen. Na een kwakkelende voorbereiding won Manchester United het Community Shield na een overtuigende zege op Wigan Athletic (2-0).
In de competitie liep United na de nederlaag tegen Everton voor het eerst sinds 18 jaar de Champions League mis. Daarvoor had de ploeg al enkele ferme tikken gehad. Aartsvijanden Liverpool en City wonnen voor het eerst in de historie twee keer van United, terwijl United al zes keer verloor in eigen huis. Tevens was de ploeg op weg naar het laagste puntenaantal ooit behaald in de Premier League.
In de Engelse bekertoernooien verliep het wisselend. United vloog al in de derde ronde uit de FA Cup na een thuisnederlaag tegen Swansea City (0-2). In de League Cup werden wél prestaties neergezet, totdat een fout van David De Gea tegen Sunderland United in de laatste minuut de finale kostte. Omdat het twee keer 2-1 werd moesten penalty's uitkomst bieden. Sunderland won de penaltyserie met 2-1. Eerder had United achtereenvolgens Liverpool FC (1-0), Norwich City (4-0) en Stoke City (0-2) uitgeschakeld.
In de Champions League kwam Manchester United gemakkelijk door de poulefase, met als hoogtepunt een 0-5 overwinning bij Bayer Leverkusen. In de achtste finale tegen Olympiakos Piraeus leek het er echter alweer op te zitten, want United liep tegen een 2-0 nederlaag aan in Griekenland. Twee weken later op Old Trafford werd het echter helemaal omgedraaid, United won met 3-0 en ging door. Toch bleek de kwartfinale het eindstation: Bayern München was, ondanks dat United twee keer voor kwam, te sterk (1-1 en 1-3 in München).
Moyes werd op 22 april 2014 ontslagen door Manchester United, twee dagen na de 2-0 competitienederlaag tegen Everton, waardoor de club voor het eerst sinds het seizoen 1995/1996 ontbrak in de Champions League. In zijn periode als hoofdcoach van United vestigde de Schot ongewild enkele records:
Laagste puntenaantal ooit van United in de Premier League.
Voor het eerst sinds 2001 verloor United driemaal op rij.
Uitgeschakeld in de 3e ronde van de FA Cup. Dit kwam onder Ferguson één keer eerder voor.
Eerste thuisnederlaag tegen Swansea City ooit.
Eerste thuisnederlaag tegen Newcastle United sinds 1972.
Eerste thuisnederlaag tegen West Bromwich Albion sinds 1978.
Eerste competitienederlaag tegen Stoke City sinds 1984.
Eerste tegengoal binnen een minuut ooit (Edin Džeko namens Manchester City).
Eerste keer dat Everton, Liverpool en Manchester City uit en thuis van United wonnen sinds de invoering van de Premier League.
Eerste keer dat Everton uit en thuis van United won sinds 1969/70.

### Real Sociedad
Op 11 november 2014 werd bekend dat Moyes een contract had getekend bij Real Sociedad.
De Schot tekende een contract dat hem tot de zomer van 2016 aan de club verbond. Moyes debuteerde bij Real Sociedad met een 3-0 overwinning op Elche. Een jaar na zijn aanstelling werd Moyes echter alweer ontslagen vanwege teleurstellende resultaten. Op het moment van zijn vertrek stond Real Sociedad twaalfde in de competitie.

### Sunderland
Moyes werd in juli 2016 aangesteld als coach van Sunderland, dat in het voorgaand seizoen als zeventiende eindigde in de Premier League. Hier volgde hij de naar het Engels voetbalelftal vertrokken Sam Allardyce op. In het seizoen 2016/2017 degradeerde Sunderland onder zijn leiding uit de Premier League. Het doek viel op zaterdag 29 april, toen Moyes' ploeg in de 34ste speelronde met 1-0 verloor van AFC Bournemouth door een late goal van Joshua King. Concurrent Hull City pakte een punt bij Southampton (0-0), waardoor die ploeg voor Sunderland niet meer te achterhalen was met nog vier duels te spelen. Op 22 mei, een dag na het einde van de competitie, diende Moyes zijn ontslag in bij Sunderland.

### West Ham United
Moyes werd op dinsdag 7 november 2017 aangesteld als hoofdcoach van West Ham United. Hij volgde daarmee de een dag eerder ontslagen Slaven Bilić op. De Kroaat moest het veld ruimen na negen punten uit elf wedstrijden, goed voor de achttiende plaats op de ranglijst. Moyes verloor zijn eerste wedstrijd als voetbalmanager van West Ham United. Zijn ploeg ging op 19 november in de Londense derby bij Watford met 2-0 onderuit. Op zaterdag 9 december behaalde Moyes zijn eerste overwinning met West Ham United. Stadgenoot en titelverdediger Chelsea ging met 1-0 onderuit tegen The Hammers door een treffer van Marko Arnautovic, zijn eerste in de Premier League sinds 15 april, toen de Oostenrijkse aanvaller nog voor Stoke City speelde. Op 16 mei 2018 gingen West Ham en Moyes uiteen. "Ik wil David Moyes en zijn staf oprecht bedanken voor het behalen van het doel om West Ham United in de Premier League te houden", aldus voorzitter David Sullivan op de website van de club uit Londen. Moyes eindigde met West Ham op de dertiende plaats in de Premier League (seizoen 2017/18). Behalve Moyes vertrokken ook zijn assistenten Alan Irvine, Stuart Pearce en Billy McKinlay.
West Ham United stelde Moyes op 29 december 2019 opnieuw aan, als opvolger van Manuel Pellegrini. West Ham stond op dat moment zeventiende in de Premier League. Ook deze keer wist Moyes West Ham voor degradatie te behoeden. Het seizoen daarop, 2020-'21, wist West Ham onder leiding van Moyes een 6de eindplaats te noteren met het hoogste puntenaantal ooit behaald door de club (65), waardoor Europees voetbal werd veiliggesteld. In 2021-'22 eindigde West Ham op de zevende plaats in de Premier League en haalde het de halve finale van de Europa League. In 2022-'23 eindigde de club op een teleurstellende 14e plaats, maar wist het wel de Conference League ongeslagen te winnen, de eerste hoofdprijs voor West Ham in meer dan 40 jaar. Aan het einde van het seizoen 2023-'24, na een 9e plaats op de ranglijst en na afloop van zijn contract, scheidden de wegen voor Moyes en West Ham.

### Terugkeer Everton
Ruim een half jaar na zijn vertrek bij The Hammers kondigde Everton de terugkeer van Moyes aan als hoofdtrainer van de club. Moyes volgde Sean Dyche op en moest zijn oude club gaan behoeden voor degradatie naar het Championship.

### Clubstatistieken
| Seizoen | Club              | Land     | Competitie       | Plaats op ranglijst |
| ------- | ----------------- | -------- | ---------------- | ------------------- |
| 1998/99 | Preston North End | Engeland | Second Division  | 5e                  |
| 1999/00 | Preston North End | Engeland | Second Division  | 1e                  |
| 2000/01 | Preston North End | Engeland | First Division   | 4e                  |
| 2001/02 | Preston North End | Engeland | First Division   | 8e                  |
| 2002/03 | Everton           | Engeland | Premier League   | 7e                  |
| 2003/04 | Everton           | Engeland | Premier League   | 17e                 |
| 2004/05 | Everton           | Engeland | Premier League   | 4e                  |
| 2005/06 | Everton           | Engeland | Premier League   | 11e                 |
| 2006/07 | Everton           | Engeland | Premier League   | 6e                  |
| 2007/08 | Everton           | Engeland | Premier League   | 5e                  |
| 2008/09 | Everton           | Engeland | Premier League   | 5e                  |
| 2009/10 | Everton           | Engeland | Premier League   | 8e                  |
| 2010/11 | Everton           | Engeland | Premier League   | 7e                  |
| 2011/12 | Everton           | Engeland | Premier League   | 7e                  |
| 2012/13 | Everton           | Engeland | Premier League   | 6e                  |
| 2013/14 | Manchester United | Engeland | Premier League   | 7e                  |
| 2014/15 | Real Sociedad     | Spanje   | Primera División | 12e                 |
| 2016/17 | Sunderland        | Engeland | Premier League   | 20e                 |
| 2017/18 | West Ham United   | Engeland | Premier League   | 13e                 |

## Erelijst

### Als speler
Celtic
- Scottish Premier Division: 1981/82

 Bristol City
- Associate Members' Cup: 1985/86

 Preston North End
- Football League Third Division: 1995/96

### Als trainer
Preston North End
- Football League Second Division: 1999/00

 Manchester United
- FA Community Shield: 2013

 West Ham United
- UEFA Europa Conference League: 2022/23